# Louis Johnson
Louis E. Johnson (13 de abril de 1955-21 de mayo de 2015) fue un bajista y productor musical estadounidense, reconocido como uno de los bajistas más importantes del siglo XX. Johnson era conocido además por sus numerosos e importantes trabajos de sesión (entre los cuales figura el álbum más vendido de la historia, Thriller, de Michael Jackson), por su participación en la banda The Brothers Johnson junto a su hermano George, y por haber desarrollado la técnica del slap para el bajo eléctrico paralelamente a Larry Graham.

## Biografía
Nacido en Los Ángeles, California, en 1955, en una familia de fuerte inclinación musical, Louis formó la banda Johnson Three Plus One, de la que formaban parte su primo Alex y sus hermanos George y Tommy, a finales de la década de los 60, siendo aún adolescente. La banda inició su actividad profesional teloneando a estrellas del soul como Bobby Womack y The Supremes, pero George y Louis la abandonaron para pasar a formar parte del grupo de acompañamiento de Billy Preston, para quien escribieron los hits "Music in My Life" and "The Kids and Me". En 1975 el legendario productor Quincy Jones contrató a ambos para la grabación de su LP Mellow Madness. Tras la correspondiente gira en Japón con la banda de Jones, el productor acabaría produciendo el álbum de debut de los Brothers Johnson en 1976, lo que señalaría el inicio de una larga y fructífera colaboración entre ambos, pues Quincy Jones contó con los servicios de Johnson en una gran cantidad de sus producciones.
Sus colaboraciones con Quincy Jones, convierten a Johnson en uno de los músicos de sesión más cotizados y solicitados de la costa oeste norteamericana, participando en un sinfín de sesiones de grabación para algunas de las estrellas más importantes desde finales de la década de los 70, entre ellos Michael Jackson, Aretha Franklin, George Benson, Stevie Wonder, Ray Charles, Herbie Hancock, Lee Ritenour, Donna Summer, Paul McCartney, The Carpenters, Chaka Khan, Björk o George Duke.

## Estilo y valoración
Louis Johnson debió su considerable éxito como músico de estudio a una versatilidad musical que queda demostrada por la gran amplitud de estilos que abarca la lista de sus colaboraciones. Dotado de una tremenda habilidad con su instrumento, el bajista es considerado como uno de los padres del slap en el bajo eléctrico, técnica que –según él mismo afirmó– desarrolló antes de oír a Larry Graham.
El bajo de Johnson ha modelado –muchas veces de forma anónima– el oído de varias generaciones de bajistas que han crecido escuchando sus líneas funky en innumerables superhits de los 70 y los 80. Así, Johnson permanece hoy, junto a James Jamerson, Anthony Jackson o Donald "Duck" Dunn como uno de los mayores unsung heroes del bajo eléctrico, referente, sin embargo, imprescindible para entender su historia.
Aunque a lo largo de su dilatada carrera Louis Johnson empleó una gran cantidad de instrumentos diferentes, hoy se asocia preferentemente su figura al Stingray de Musicman que el propio Leo Fender en persona había construido para él.

## Discografía seleccionada

### Como solista
| Año  | Título              | Formato | Sello   | Info |
| ---- | ------------------- | ------- | ------- | --- |
| 1981 | Passage             | Álbum   | A&M     | Gospel-directed album by this group, including Louis Johnson, Valerie Johnson (ex-wife) & former Brothers Johnson-percussionist/vocalist Richard Heath |
| 1985 | "Kinky"/"She's Bad" | Single  | Capitol | Europe-exclusive solo release by Louis Johnson |
| 1985 | Evolution           | Álbum   | Capitol | Europe-exclusive solo release by Louis Johnson |

### Con The Brothers Johnson
- Look out for #1 (1976)
- Right on Time (1977)
- Blam (1978)
- Light up the Night (1980)
- Winners (1981)
- Blast (1982)
- Out of Control (1984)
- Kickin' (1988)
- Funkadelia (1994)
- Brothers in Love (1996)
- Stomp! (2001)
- Strawberry Letter 23: Live (2004)

### Otras colaboraciones
Un listado completo de las grabaciones de sesión de Louis Johnson sería interminable. Entre los muchos artistas para los que Johnson ha grabado se encuentran: 
| - Andrae Crouch - Angela Bofill - Anita Baker - Aretha Franklin - Billy Preston - Bill Withers - Björk - The Carpenters - The Controllers - The Crusaders - Dave Grusin - David Diggs - Deniece Williams - Donna Summer - Donn Thomas - Earl Klugh - Gábor Szabó - George Benson - Gene Van Buren - George Duke - Grover Washington, Jr. - Hannah Freidenberg - Harvey Mason - Herb Alpert - Herbie Hancock - Hiroshima - Irene Cara - The Jacksons - James Ingram - Jeffrey Osborne | - John Mellencamp - Kent Jordan - Kenny Loggins - Lee Ritenour - Leon Haywood - Lesley Gore - Makoto Izumitani - Michael Jackson (album Thriller de 1982) - Michael McDonald - Natalie Cole - Patti Austin - Paul McCartney (grabó la línea del bajo de "Silly Love Songs", para el álbum y película Give My Regards to Broad Street de 1984) - Peabo Bryson - Peggy Lee - Pointer Sisters - Quincy Jones - Randy Badazz - Rene & Angela - The Ritz - Rufus - Sérgio Mendes - Side Effect - Sister Sledge - Stanley Clarke - Stevie Nicks - Stevie Wonder - Sweet Comfort Band - Temptations - Toshiki Kadomatsu - Vanity 6 - The Brothers Johnson |